# Postaciowość planu
Postaciowość planu – w urbanistyce, dążenie do nadania planowi miasta charakteru zdefiniowanej struktury urbanistycznej, która nawiązywałaby w swojej formie do wszelkich kontekstów – przestrzennych, historycznych oraz społecznych, wytworzonych w przeszłości (osie i linie kompozycyjne, dominanty i inne). Zakłada podział przestrzeni na sfery publiczne i prywatne, mniej lub bardziej otwarte. Postaciowość planów urbanistycznych wprowadzana była od lat 70. XX wieku, jako reakcja na tendencje modernistyczne, często niedostosowane projektowo do skali jednostki ludzkiej.